# Flughafen Halmstad

i7
i11
i13
Der Flughafen Halmstad (IATA-Code: HAD, ICAO-Code: ESMT) ist ein Flughafen in der Provinz Hallands län im Süden Schwedens. Er liegt etwa zwei Kilometer nordwestlich von Halmstad. Betreiberin des Flughafens ist die eigens gegründete Halmstads Flygplats AB. Der Flughafen besitzt eine 2268 Meter lange Start- und Landebahn mit der Ausrichtung 01/19 und wurde im Jahr 2016 von rund 123.000 Passagieren benutzt.